# Neobaeus novazealandensis
Neobaeus novazealandensis är en stekelart som beskrevs av Austin 1988. Neobaeus novazealandensis ingår i släktet Neobaeus och familjen Scelionidae. Inga underarter finns listade i Catalogue of Life.